# Luis Vilar y Pascual
Luis Vilar y Pascual (m. 1893) fue un historiador, biógrafo y genealogista español

## Biografía
No consta su fecha y lugar de nacimiento. Fue cronista y rey de armas de reina Isabel II, caballero de la orden militar de San Juan de Jerusalén y diputado e individuo de varios cuerpos literarios y científicos. Redactó el Anuario de la nobleza española con el origen, progresos y vicisitudes de la Corona de España, etc (Madrid, 1879), colaboró en Revista Española y dirigió La Caridad en la Guerra, una revista filantrópica de la Cruz Roja, desde que se trasladó de Pamplona a Madrid en 1871; desde agosto de 1872 esta publicación empezó a titularse Boletín de la Cruz Roja. Vilar era presidente de la comisión de socios y propaganda del entonces joven organismo y fue un convencido católico, como demuestra el folletín incluido en esta publicación, que se debe a su pluma, Arte de hallar la verdadera felicidad. En 1879 fue retirado de la dirección de la revista en favor de Pedro Miguel Ortega. Casó (1844) con Francisca de Alfonso y Giner en la parroquial de San Pedro, Valencia, y tuvo dos hijas.

## Obra
- Historia genealógica, heráldica y biográfica del gran Calderon de la Barca, J.M. Lapuente, 1881.
- Diccionario histórico-genealógico y heráldico de las familias ilustres de la monarquía española. Comprende los orígenes de los apellidos ó linages de las familias de esta Nación. Sus casas solares, varones ilustres que las han enriquecido con sus virtudes y hazañas; entronques y genealogías: de varias ramas esparcidas por la península ó islas adyacentes, sus títulos, mayorazgos, vinculaciones, capellanías memorias y otras fundaciones; condecoraciones que hayan gozado ó gozen sus individuos, con sus invenciones, escritos, obras y escudos de armas. Madrid, 1859-66, imprenta de D. F. Sánchez. Ocho vols. en 4.°
- Anuario de la nobleza española, Madrid, 1879.